# Kadyrovtsy
Le 141e régiment motorisé spécial nommé d'après l'ancien Président de la République tchétchène Akhmad Kadyrov, mieux connu comme Kadyrovtsy (en russe : Кадыровцы), correspond aux membres des forces de sécurité du chef de la république de Tchétchénie Ramzan Kadyrov et qui font partie de la Garde nationale russe.

## Historique
Composées d'environ 5 000 soldats en armes[réf. nécessaire], les forces de sécurité de Kadyrov ont notamment été déployées en Syrie à partir de 2016.
Des associations de protection des droits de l'homme au Caucase ont déclaré que ces groupes sont impliqués dans l'enlèvement, la torture et dans les meurtres pour cimenter le rôle de Kadyrov dans la région,.
En février 2022, lors de l'invasion de l'Ukraine par la Russie, Ramzan Kadyrov indique envoyer 10 000 combattants en Ukraine afin de soutenir l'armée russe . Le 1er mars, Kadyrov annonce les premières victimes parmi ses forces avec deux morts et six blessés.
Le 27 novembre 2023, Ivan Fedorov, le maire en exil de Melitopol, indique qu'une voiture transportant des combattants Kadyrovtsy aurait été attaquée et explosée par des partisans ukrainiens dans une embuscade près de Myrne (oblast de Zaporijjia).

## Commandants
- Ramzan Kadyrov depuis 2007
- Artur Akhmadov
- Ruslan Alkhanov (en)
- Movladi Baisarov (en)
- Alimbek Delimkhanov
- Adam Delimkhanov (en)
- Idris Gaibov (en)
- Muslim Ilyasov
- Zelimkhan Kadyrov
- Ibragim Khultygov (en)
- Alambek Yasayev
- Rakhman Abdulkadirov
- Magomed Touchaïev
- Depuis juin 2023 : Apti Alaoudinov